# Lasioglossum rufitarsum
Lasioglossum rufitarsum is een vliesvleugelig insect uit de familie Halictidae. De wetenschappelijke naam van de soort is voor het eerst geldig gepubliceerd in 1929 door Rayment.